# Eupithecia horrida
Eupithecia horrida är en fjärilsart som beskrevs av András Vojnits 1980. Eupithecia horrida ingår i släktet Eupithecia och familjen mätare. Inga underarter finns listade i Catalogue of Life.